# Ioannis Theofilakis
Ioannis Theofilakis (græsk: Ιωάννης Θεοφιλάκης; født 1879 i Sparta, død 1968) var en græsk skytte,  som deltog i seks af de første moderne olympiske lege fra 1896 til 1924.
Theofilakis deltog i to riffelkonkurrencer ved de første olympiske lege i 1896 på hjemmebane i Athen, hvor hans bedste resultat blev en niendeplads i militærriffel.
Næste gang, han var med i legene, var ved de olympiske mellemlege 1906, ligeledes i Athen. Her deltog han i tre riffeldiscipliner, men opnåede kun sekundære placeringer. Ved legene to år senere i London stillede han op i fire konkurrencer, to med riffel og to med pistol. Her blev hans bedste placeringer to syvendepladsen, som han opnåede for hold i henholdsvis fri pistol og militærriffel.
Ved OL 1912 i Stockholm stillede Theofilakis op i ikke mindre end tolv konkurrencer, syv individuelle og fem for hold. Hans bedste individuelle resultat blev en attendeplads i fri pistol, mens Grækenland i alle de holdkonkurrencer, han deltog i, kom i topti med en fjerdeplads i riffel med mål, der kun var synligt i kort tid. Her deltog dog kun fire hold.
Ved OL 1920 i Antwerpen deltog han i elleve konkurrencer, heraf otte som del af græske hold. I holdkonkurrencen i militærpistol var han med til at vinde sølv, den eneste OL-medalje han vandt i karrieren. Grækerne, der foruden Ioannis Theofilakis bestod af hans bror Alexandros, Georgios Moraitinis, Georgios Vaphiaidis og Iason Zappas, opnåede 1285 point, mens holdet fra USA vandt guld med 1310 point, og Schweiz vandt bronze med 1270 point. Hans bedste resultat blev en fjerdeplads i militærriffel, liggende, 600 m, hvor han var én af de fire, der skød 59 point og måtte i omskydning om medaljerne. Her nåede han 55 point, hvilket var færrest blandt de fire skytter.
Hans sidste OL blev i 1924 i Paris, hvor han stillede op i fire konkurrencer, men ikke opnåede topplaceringer.
Theofilakis gjorde militærtjeneste i den græske hær under første verdenskrig og blev senere en succesrig advokat. Han måtte dog gå i eksil under Ioannis Metaxas' antidemokratiske regime 1936~1940, og han mistede sine besiddelser under den græske borgerkrig (1946-1949). Han genoptog senere sin advokatgerning under mere beskedne forhold. Ligesom sin bror Alexandros, der også var en dygtig sportsskytte, var Ioannis Theofilakis en ivrig jæger.